# احمد العطاس
احمد العطاس (انگلیسی: Ahmed Al Attas؛ زادهٔ ۲۸ سپتامبر ۱۹۹۵) یک بازیکن فوتبال است.
وی همچنین در تیم‌های ملی فوتبال United Arab Emirates U23 United Arab Emirates بازی کرده است.